# Terry Carkner
Terry Kenneth Carkner (* 7. März 1966 in Smiths Falls, Ontario) ist ein ehemaliger kanadischer Eishockeyspieler, der während seiner aktiven Karriere zwischen 1983 und 1999 unter anderem 912 Spiele für die New York Rangers, Nordiques de Québec, Philadelphia Flyers, Detroit Red Wings und Florida Panthers in der National Hockey League auf der Position des Verteidigers bestritten hat. Sein Cousin dritten Grades Matt Carkner war ebenfalls professioneller Eishockeyspieler.

## Karriere
Carkner spielte während seiner Juniorenzeit zwischen 1983 und 1986 überaus erfolgreich für die Peterborough Petes in der Ontario Hockey League. Während dieser Zeit wurde er 1985 und 1986 jeweils ins All-Star-Team der Liga berufen und gewann in seinem letzten Jahr gemeinsam mit Jeff Brown die Max Kaminsky Trophy als beste Verteidiger der Liga. Bereits zuvor war der Abwehrspieler im NHL Entry Draft 1984 an 14. Gesamtstelle von den New York Rangers ausgewählt worden.
Zu den Rangers in den Profibereich wechselte Carkner zur Saison 1986/87. Allerdings erlebte er einen turbulenten Start in seine Profikarriere. Bereits nach seiner Rookiesaison wurde er mit Jeff Jackson im Tausch für John Ogrodnick und David Shaw zu den Nordiques de Québec transferiert. Auch dort wurde Carkner trotz einer Saison mit 27 Scorerpunkten nicht heimisch und wechselte im Tausch für Greg Smyth und ein Drittrunden-Wahlrecht im NHL Entry Draft 1989 zu den Philadelphia Flyers. Bei den Flyers verlebte der Defensivspezialist fünf erfolgreiche Jahre und bestritt in der Spielzeit 1988/89 mit 43 Scorerpunkten seine erfolgreichste NHL-Saison.
Im Sommer 1993 zog es Carkner im Tausch für Yves Racine und ein Viertrunden-Wahlrecht im NHL Entry Draft 1994 zu den Detroit Red Wings, wo er zwei Jahre spielte und sich – wie schon in den Jahren zuvor – mehr und mehr auf sein defensives Spiel konzentrierte. Anschließend wechselte er als Free Agent zu den Florida Panthers, mit denen er im Rahmen der Stanley-Cup-Playoffs 1996 die Finalserie erreichte. Nach dem Spieljahr 1998/99 beendete er seine Karriere im Alter von 33 Jahren.

### International
Carkner vertrat sein Heimatland im Juniorenbereich bei der Junioren-Weltmeisterschaft 1986, wo er mit dem Team die Silbermedaille gewann. Mit der Herrenauswahl belegte er bei der Weltmeisterschaft 1993 in Deutschland den vierten Rang.

## Erfolge und Auszeichnungen
- 1985 OHL Second All-Star Team
- 1986 Max Kaminsky Trophy (gemeinsam mit Jeff Brown)
- 1986 OHL First All-Star Team

### International
- 1986 Silbermedaille bei der Junioren-Weltmeisterschaft

## Karrierestatistik

### International
Vertrat Kanada bei:
- Junioren-Weltmeisterschaft 1986
- Weltmeisterschaft 1993

(Legende zur Spielerstatistik: Sp oder GP = absolvierte Spiele; T oder G = erzielte Tore; V oder A = erzielte Assists; Pkt oder Pts = erzielte Scorerpunkte; SM oder PIM = erhaltene Strafminuten; +/− = Plus/Minus-Bilanz; PP = erzielte Überzahltore; SH = erzielte Unterzahltore; GW = erzielte Siegtore; 1 Play-downs/Relegation; Kursiv: Statistik nicht vollständig)